# Municipio de Rochester (Misuri)
El municipio de Rochester (en inglés: Rochester Township) es un municipio ubicado en el condado de Andrew en el estado estadounidense de Misuri. En el año 2010 tenía una población de 1182 habitantes y una densidad poblacional de 8,15 personas por km².

## Geografía
El municipio de Rochester se encuentra ubicado en las coordenadas 39°55′46″N 94°41′51″O / 39.92944, -94.69750. Según la Oficina del Censo de los Estados Unidos, el municipio tiene una superficie total de 144.97 km², de la cual 143,49 km² corresponden a tierra firme y (1,02 %) 1,48 km² es agua.

## Demografía
Según el censo de 2010, había 1182 personas residiendo en el municipio de Rochester. La densidad de población era de 8,15 hab./km². De los 1182 habitantes, el municipio de Rochester estaba compuesto por el 98,31 % blancos, el 0,17 % eran amerindios, el 0,08 % eran asiáticos, el 0,17 % eran de otras razas y el 1,27 % eran de una mezcla de razas. Del total de la población el 1,35 % eran hispanos o latinos de cualquier raza.